# Transformare Legendre

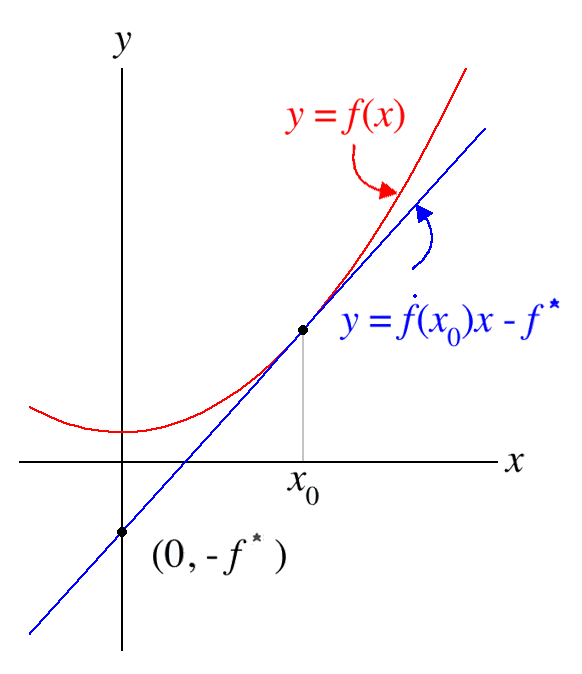
Diagramă ce prezintă transformarea lui Legendre pentru funcţia. Funcţia e marcată cu roşu, iar tangenta în punctul e trasată cu albastru. Tangenta intersectează axa verticală în iar este valoarea transformatei Legendre, unde.

Transformarea lui Legendre este o metodă de transformare a variabilelor. Permite trecerea de la o funcție de stare a unui sistem la o altă funcție, adaptată configurației sistemului. Are aplicații în special în termodinamică.

## Preliminarii
În calcule, în locul unei funcții {\displaystyle f(x)\,} este mai util de utilizat o transformată a acesteia, al cărei argument să fie chiar derivata funcției inițiale p = df/dx. 
Prin transformarea indicată de Legendre se obține funcția:
{\displaystyle f^{\star }(p)=\mathrm {max} _{x}(px-f(x)).}

## Definiții
Pentru a obține maximul lui {\displaystyle px-f(x)\,} se pune condiția ca derivata acesteia să fie zero:
{\displaystyle {\frac {\mathrm {d} }{\mathrm {d} x}}\left(px-f(x)\right)=p-{\mathrm {d} f(x) \over \mathrm {d} x}=0.\quad \quad (1)\,}
Așadar maximul este atins când:
{\displaystyle p={\mathrm {d} f(x) \over \mathrm {d} x}\quad \quad \quad \quad \quad \quad (2)}.
Acesta este un maxim deoarece a doua derivată este negativă:
{\displaystyle {\mathrm {d} ^{2} \over \mathrm {d} x^{2}}(xp-f(x))=-{\mathrm {d} ^{2}f(x) \over \mathrm {d} x^{2}}<0,}
deoarece s-a presupus că {\displaystyle f} este convexă.
Mai departe, din (2) se obține {\displaystyle x} ca o funcție de {\displaystyle p} și se introduce în (1). Se obține o formă mai utilă:
{\displaystyle f^{\star }(p)=p\,\,x(p)-f(x(p)).}